# Immigration japonaise au Brésil

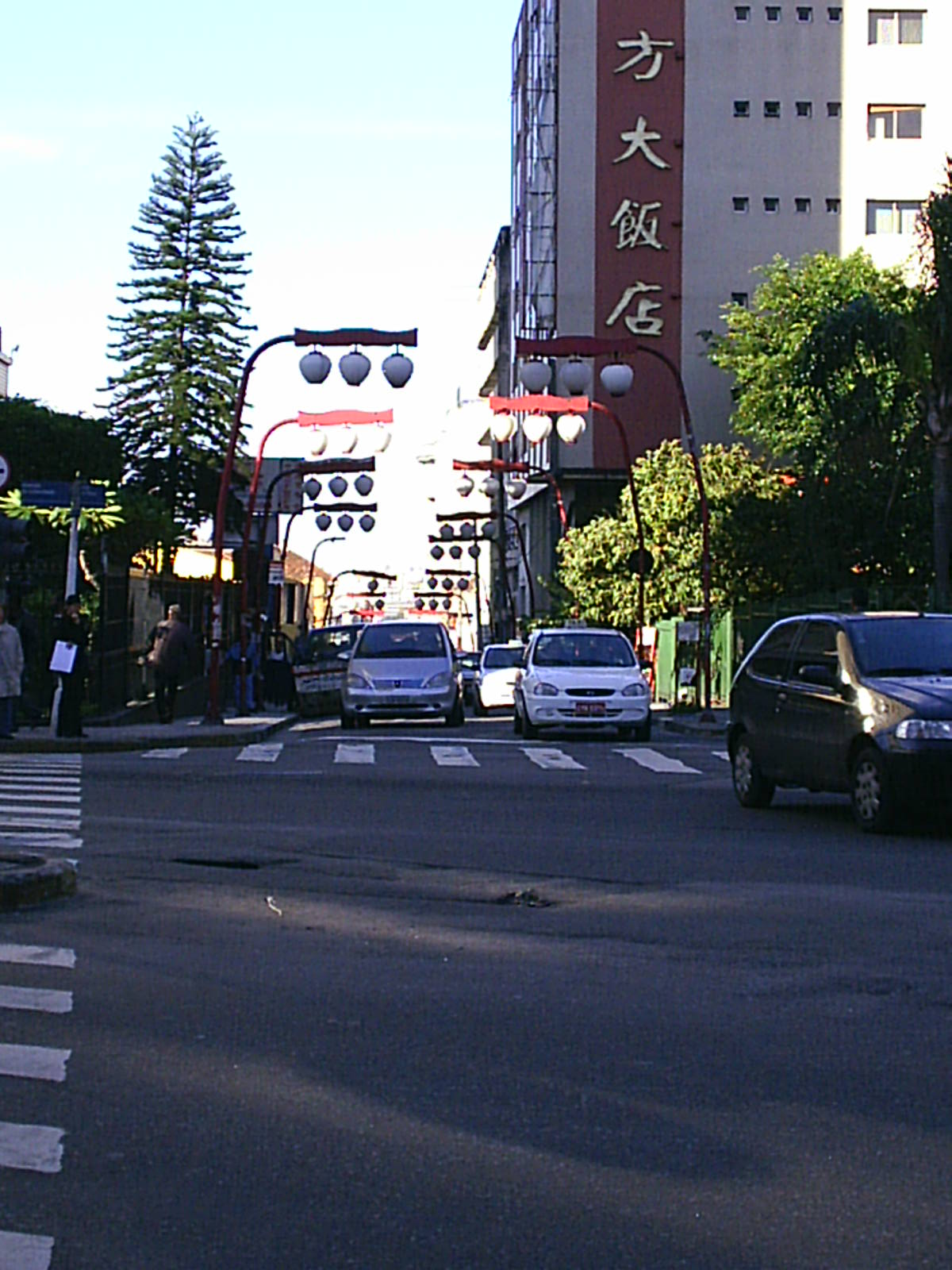
Quartier de Liberdade à São Paulo.

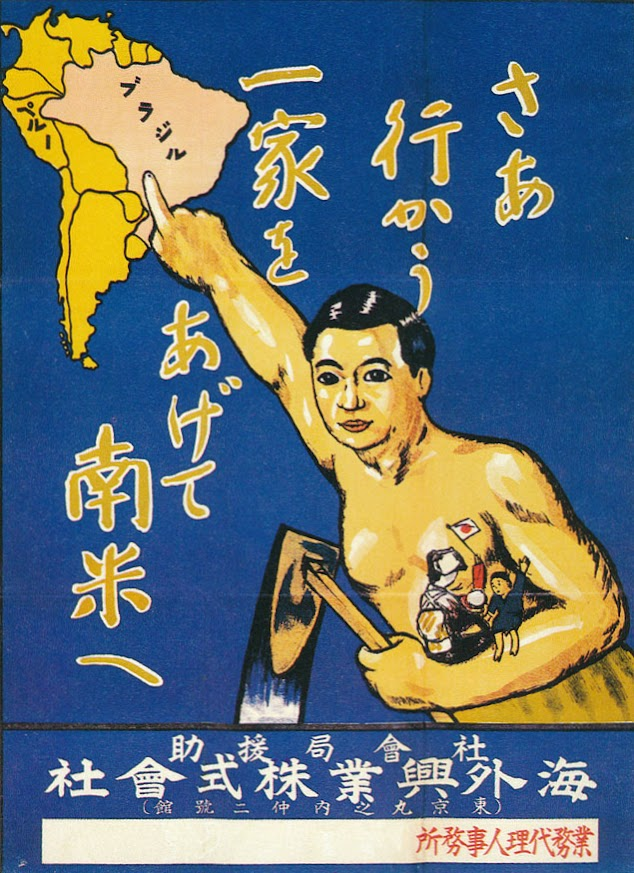
Affiche d'une entreprise privée japonaise pour attirer les immigrants au Brésil, Musée historique de l'immigration japonaise.

Le Brésil est le pays qui accueille le plus de Japonais en dehors du Japon. Il y a environ 2 millions d'habitants d'origine japonaise au Brésil,. Les personnes d'origine japonaise nées au Brésil sont appelées Japonais-Brésiliens (Nipo-brasileiros en portugais), ou nissei.

## Histoire
L'émigration de travailleurs japonais vers d'autres pays débuta dans les années 1870, bien avant qu'ils n'arrivent au Brésil. Au Japon, c'était l'époque de la Restauration Meiji (1868) qui amenait des changements économiques et politiques installant le pays dans le monde moderne. Cette période fut marquée par la fin du shogunat et par le retour du pouvoir aux mains de l'Empereur, à l'aide d'une nouvelle constitution inspirée de celles des pays occidentaux.
Du côté du Japon, l'émigration fut donc une des conséquences de la modernisation qui marqua une nouvelle étape de l'histoire japonaise : le pays s'ouvrait sur le monde occidental, signait des traités commerciaux qui, entre autres choses, permettaient le départ de travailleurs japonais vers l'extérieur. À cette époque, la politique migratoire du pays avait comme principal objectif de soulager les tensions sociales internes dues au manque de terres et à l'endettement des travailleurs ruraux, la plupart du temps à cause des projets gouvernementaux de modernisation.
Au Brésil, l'abolition de l'esclavage en 1888 nécessitant le remplacement d'une main d'œuvre constitua la préoccupation des classes dirigeantes du pays depuis l'Indépendance.
En 1908, les premiers immigrants japonais arrivèrent de Kobe depuis Cap de Bonne-Espérance, après avoir traversé l'océan Atlantique. Le 18 juin, ils débarquaient du navire Kasato Maru dans le port de Santos, non loin de São Paulo. Ils étaient au nombre de 791 (principalement des fermiers venus d'Okinawa). Ils partaient pour le Brésil afin de travailler dans les plantations et pensaient revenir au Japon après avoir gagné un peu d'argent, mais ce ne fut pas le cas.
Le flux migratoire en direction du Brésil ne s'intensifia cependant qu'à partir des années 1910, précisément quand les gouvernements nord-américains (les États-Unis étaient le pays d'immigration favori des Japonais) bloquèrent l'immigration japonaise.
Au début, les activités de la communauté japonaise étaient libres  - il y avait des écoles japonaises- mais cela changea pendant la Seconde Guerre mondiale lorsque l'on interdit les journaux en japonais et les écoles japonaises.

## Shindo Renmei
Pendant la Seconde Guerre mondiale, quelques Japonais radicaux protestèrent contre la position brésilienne dans la guerre et écrivirent des textes demandant, par exemple, la destruction de la production de soie (utilisée pour la fabrication des parachutes) et des champs de menthe poivrée (le menthol aurait augmenté la puissance de la nitroglycérine, était utilisé pour refroidir les moteurs et pouvait servir dans des armes, du fait de sa toxicité).
La majorité des 200 000 immigrants n'accepta pas la défaite de 1945, et la colonie se divisa entre défaitistes (makegumi), moins de 20 %, et victoristes (kachigumi).
Le colonel à la retraite Junji Kikawa fonda peu après la fin de la guerre l'organisation secrète Shindo Renmei (Ligue de la voie des sujets de l'Empereur), pour empêcher la divulgation de « nouvelles fausses de défaite » et pour éliminer les défaitistes, aussi appelés Cœurs Sales (qui fut le titre d'un livre sur l'organisation écrit par Fernando Morais et édité en 2001).
Cette organisation prétendait propager au Brésil l'idée que le Japon n'avait pas perdu la guerre, que ce n'était qu'une invention des États-Unis pour affaiblir le Japon. Les immigrants étaient fidèles à l'Empereur du Japon, Hirohito, et la plupart devinrent membres de l'organisation.
Quand le Brésil déclara la guerre au Japon, les Japonais furent persécutés par le gouvernement brésilien, et comme ce fut le cas avec la langue des communautés allemande et italienne du pays, le japonais fut interdit sur tout le territoire. Les écoles japonaises furent fermées et les manifestations culturelles interdites.
Le Shindo Renmei persécuta les Japonais qui croyaient que le Japon avait réellement perdu la guerre, tuant vingt-trois personnes entre 1946 et 1947. L'organisation fut démantelée quand le gouvernement brésilien, après avoir interrogé 30 000 personnes, en arrêta 300 et en expulsa 80 au Japon.

## Conflit des préjugés

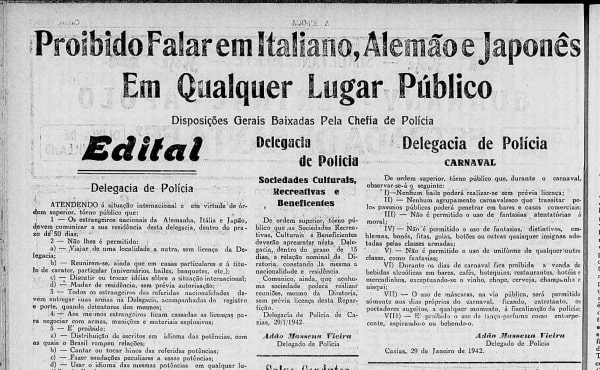
Proibido falar japonês.

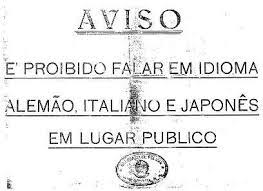
Proibido falar japonês.

La présence japonaise fut marquée par les réactions liées à ses différences ethniques. Ces différences étaient soulignées dans les débats à propos de cette immigration, argumentés par l'idée que les Japonais seraient un peuple impossible à intégrer à la culture locale.
Malgré la préoccupation du manque de main d'œuvre, le gouvernement brésilien n'encourageait pas l'immigration de travailleurs japonais. Ce comportement politique concorde parfaitement avec les idées qui prévalaient dans la société brésilienne de l'époque, faisant du blanchissement de la population un idéal possible et souhaitable à réaliser, pour faire du Brésil un pays civilisé. Pour cette raison, dans les débats des élites sur l'immigration, la résistance à l'entrée des Asiatiques dans le pays était forte, ce qui amena la réalisation du Décret du 28 juin 1890, restreignant l'entrée de ces immigrants, en vigueur jusqu'au début du XXe siècle.
Ce préjugé d'impossibilité des Japonais à s'assimiler à l'environnement socio-culturel brésilien et la vigilance entretenue à leur égard a persisté jusqu'à l'Estado Novo, expliquant, en partie, la période immigratoire du gouvernement Vargas par rapport à la communauté nippo-brésilienne. Durant toute la durée de l'Estado Novo apparaissent des moments de tension dans les relations entre cette communauté et les pouvoirs publics.
Ces préjugés firent dire à Francisco Campos, Ministre de la Justice en 1941, après l'interdiction de l'entrée de 400 Japonais à São Paulo :

« Son mode de vie méprisable représente une concurrence brutale à l'encontre du travailleur du pays ; son égoïsme, sa mauvaise foi, son caractère réfractaire, font de lui un énorme chancre ethnique et culturel installé dans une des plus riches régions du Brésil. »

Ce climat de défiance envers ces immigrants et leurs descendants perdura après la Seconde Guerre mondiale à cause, entre autres motifs, d'avoir été pris pour les ennemis du pays qui les hébergeait.

## Intégration socio-économique

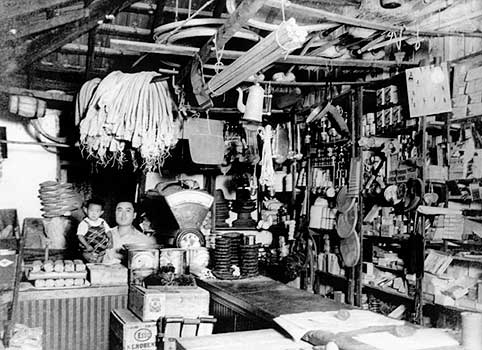
Commerce japonais à São Paulo dans les années 1940.

On a l'habitude de dire que, bien que récente, l'immigration japonaise a réussi. Cela peut se vérifier par l'ascension sociale des descendants et leur présence dans divers secteurs d'activité, particulièrement en milieu urbain.
Beaucoup d'immigrants trouvaient dans le commerce urbain leur source de revenus, mais la majorité fut dirigée vers la production agricole. Nombre d'entre eux sont allés travailler dans les plantations de café paulistes (de l'État de São Paulo), comme colons.
Dès qu'ils arrivèrent, les travailleurs japonais furent conduits sur les terres des compagnies d'immigration ou des groupes d'immigrants. Ils cultivaient essentiellement des produits intéressant l'économie japonaise, comme le coton, fondamental pour la toute jeune industrie textile du Japon.
Avec le temps, ils diversifièrent leur production dans des produits d'autosuffisance et d'approvisionnement des régions où ils vivaient : ils cultivaient des légumes, du riz, du thé, élevaient des vers à soie, etc., principalement dans le Sud du pays, pendant qu'au Nord, en Amazonie, ils cultivaient le poivre.
En termes de religion, la plupart des japonais-brésiliens ont été convertis à la religion catholique ; seulement 25 % ont gardé les traditions religieuses japonaises (bouddhisme, shinto).
Liberdade, un quartier de São Paulo est la plus grande communauté japonaise au monde, hors du Japon.

## Retour aux sources
Une émigration à rebours se produit actuellement, due à la crise économique qui affecte les mode et niveau de vie des classes moyennes. Pour les Japonais, intégrés à celles-ci en majorité, le Japon est le lieu pour maintenir cette prospérité, même s'ils ont perdu le contact avec ce pays et qu'ils ne parlent plus le japonais. Dans les années 1980, le Japon qui manquait de travailleurs encouragea fortement le retour au pays de cette communauté, en leur octroyant des visas plus pratiques notamment. En 1990, on donna le droit à la citoyenneté japonaise à ceux qui étaient restés au Brésil.
On trouve actuellement au Japon 270 000 Japonais ayant des ancêtres qui ont vécu au Brésil ; ils constituent la plus grande communauté parlant le portugais dans toute l'Asie[réf. nécessaire].
| Répartition des immigrants Japonais, naturalisés ou non, en fonction des États brésiliens 1940-1950 (sélection de lieux) |                  |                  |                          |                          |
| État | Données absolues | Données absolues | Proportions pour 100 000 | Proportions pour 100 000 |
| État | 1940             | 1950             | 1940                     | 1950                     |
| Amazonas | 305              | 201              | 211                      | 156                      |
| Pará | 467              | 421              | 323                      | 326                      |
| Minas Gerais | 893              | 917              | 618                      | 710                      |
| Rio de Janeiro | 380              | 1086             | 263                      | 841                      |
| District Fédéral | 538              | 392              | 372                      | 303                      |
| São Paulo | 132 216          | 108 912          | 91 484                   | 84 302                   |
| Paraná | 8 064            | 15 393           | 5 580                    | 11 915                   |
| Mato Grosso | 1 128            | 1 172            | 780                      | 907                      |
| Brésil | 144 523          | 129 192          | 100 000                  | 100 000                  |

## Brésiliens célèbres descendant de Japonais

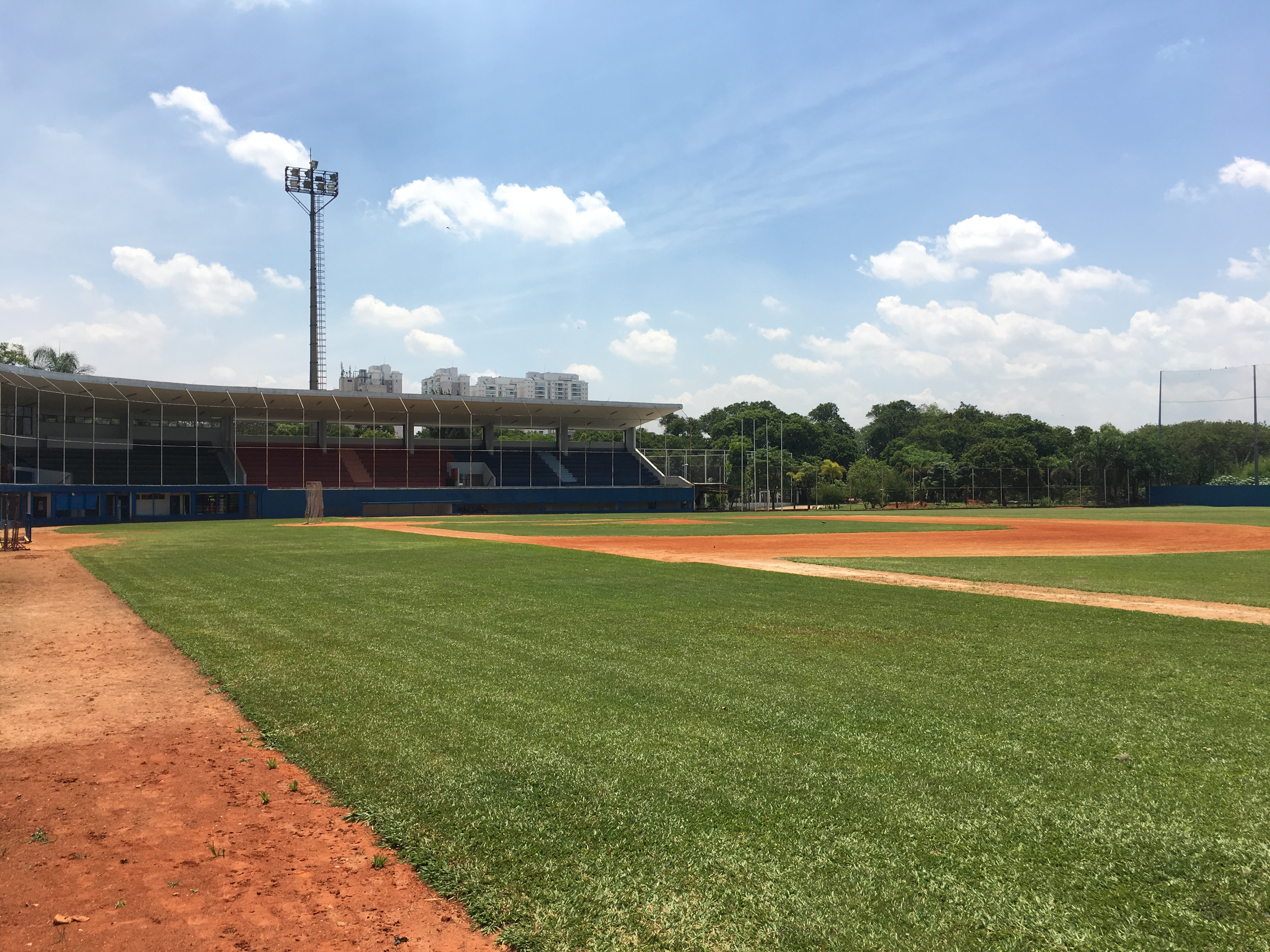
Le stade Mie Nishi, à São Paulo, inauguré en 1958 pour commémorer le cinquantième anniversaire de l'immigration japonaise au Brésil.

- Kim Kataguiri
- Danny McGrath (Football)
- Carlos Takeshi
- Cristina Sano
- Chiaki Ishii
- Erica Awano
- Eduardo Hashimoto
- Deco
- Dan Nakagawa
- Sergio Echigo
- Luiz Gushiken
- Lisa Ono
- Marcus Tulio Tanaka
- Tizuka Yamazaki
- Sabrina Sato
- Fernanda Takai
- Daniele Suzuki
- Paulo Miyashiro
- Paulo Nagamura
- Manabu Mabe
- Milton Trajano
- Mariana Ohata
- Japinha, (Roberto di Ricardo)
- Juliana Imai
- Juliana Kametani
- Rodrigo Tabata
- Sandro Hiroshi
- Tatiane Sakemi
- Vania Ishii
- Lyoto Machida
- Lovefoxxx
- Suely Yumiko Kanayama (pt)

### Filmographie
Le film brésilien Gaijin de Tizuka Yamazaki (en) trace la trajectoire d'une famille japonaise qui immigre au Brésil dans les années 1920-1930.